# Satrio Hermanto
Adil Satryaguna "Satrio" Hermanto (Jacarta, 29 de junho de 1984) é um piloto indonésio de automobilismo que disputou a A1 Grand Prix.